# فرودگاه صحرایی ارتشی داویسون
فرودگاه صحرایی ارتشی داویسون (به انگلیسی: Davison Army Airfield) یک فرودگاه نظامی با کد یاتا DAA است که یک باند فرود آسفالت دارد و طول باند آن ۱۷۱۲ متر است. این فرودگاه در کشور ایالات متحده آمریکا قرار دارد و در ارتفاع ۲۲ متری از سطح دریا واقع شده‌است.